# Горња Локвица
Горња Локвица (словен. Gornja Lokvica) је насељено место у општини Метлика, регија Југоисточна Словенија, Словенија.

## Историја
До територијалне реорганизације у Словенији била је у саставу старе општине Метлика.

## Становништво
У попису становништва из 2011. године, Горња Локвица је имала 154 становника.
| Број становника према пописима | Број становника према пописима | Број становника према пописима |
| ------------------------------ | ------------------------------ | ------------------------------ |
| 1991                           | 2002                           | 2011                           |
| 176                            | 159                            | 154                            |